# Yyrkoon
Yyrkoon war eine französische Death-Metal-Band aus Amiens, die im Jahr 1995 gegründet wurde und sich 2007 auflöste.

## Geschichte
Die Band wurde im Jahr 1995 gegründet und wurde nach einer Fantasy-Serie von Michael Moorcock benannt. Zu ihrer Anfangszeit bestand die Gruppe aus dem Gitarristen und Keyboarder Stéphane Souteyrand, dem Schlagzeuger Laurent Harrouart, dem Sänger und Gitarristen Paul Banas und dem Bassisten Sébastien Caron. Ein erstes selbstproduziertes Demo unter dem Namen Oath, Obscure, Occult schloss sich im Jahr 1996 an. Dadurch erreichte die Gruppe einen Plattenvertrag mit Velvet Music International. Während der Aufnahmen zum Debütalbum verließen Caron und Banas die Besetzung, woraufhin der Bassist Kristofer Lorent und der Gitarrist Jérôme Barouin hinzukamen. Für die Aufnahmen zum Debütalbum Oniric Transition übernahm Souteyrand zusätzlich den Gesang und Jeff Gautier spielte das Keyboard. Die Aufnahmearbeiten fanden in französischen Walnut Grove Studio im Jahr 1998 statt. Nach der Veröffentlichung im selben Jahr nahm die Band die EP Forgotten Past auf. Der Tonträger erschien im Jahr 2000 und umfasste zwei Lieder. Nach den Aufnahmen verließ Barouin die Band, woraufhin sie in den folgenden sieben bis acht Monaten mit nur einem Gitarristen spielte. Die Lücke wurde schließlich durch das Hinzukommen von François Falempin geschlossen. Zu dieser Zeit verließ der Bassist Lorent Yyrkoon und wurde durch Victorien Vilchez ersetzt. Danach ging es auf Tour mit Gruppen wie Gojira, Misanthrope und Septic Flesh.
Nach einem Auftritt in Paris unterzeichnete die Band im Jahr 2001 als erste Gruppe überhaupt einen Plattenvertrag bei Anvil. Corp. Der Vertrag galt für die Veröffentlichung von zwei Alben. 2002 erschien daraufhin das Album Dying Sun. Das Album wurde in Europa, Japan und Russland vertrieben. Während der Arbeiten zum dritten Album im Jahr 2003 verließ Falempin die Band und Gautier wechselte vom Keyboard zur E-Gitarre. Vor den Aufnahmen stellte man Dirk Verbeuren als Schlagzeuger ein und entschied sich gegen Harrouart. Occult Medicine wurde im November 2003 in den dänischen Hansen Studios aufgenommen. Die Band löste sich von ihrem Vertrag bei Anvil. Corp und unterzeichnete stattdessen einen Zwei-Album-Vertrag bei Osmose Productions, worüber das Album im Oktober 2004 erschien. Da die Band keine stabile Besetzung halten konnte, waren Auftritte um das Album zu bewerben kaum möglich. Nur eine kleine Europatournee wurde abgehalten. Nach der Veröffentlichung trat die Gruppe auch zusammen mit Impaled Nazarene auf. 2005 trat die Gruppe auf dem Fuck the Commerce auf. Nach der Rückkehr des Schlagzeugers Laurent Harrouart, erschien im Februar 2006 das nächste Album Unhealthy Opera. Hierauf ist unter anderem das Lied Horror from the Sea enthalten, in dem Andy LaRocque als Gastmusiker zu hören ist. Der Tonträger war ebenfalls in den Hansen Studios aufgenommen worden. Außerdem ging die Gruppe zusammen mit Nile und Psycroptic auf Tour durch Europa. Dabei traten sie unter anderem auch zusammen mit der lokalen Band Devastator in Hamburg auf. Gegen Ende des Jahres hielt die Band Auftritte in den Niederlanden, der Schweiz und Belgien ab. Anfang 2007 trennte sich die Band von Gautier. Nach wenigen Auftritten verließ das Gründungsmitglied Souteyrand die Band, was die Auflösung von Yyrkoon bedeutete. Ihre letzten hielt die Band am 17. Februar 2007 im französischen Lille ab.

## Stil
Aapatsos von progarchives.com bezeichnet die Musik der Band als Progressive Death Metal. Textlich behandele man Themen wie Okkultismus, Horror, Fantasy und persönliche Weltanschauungen. Klanglich sei die Musik mit der von Technical-Death-Metal-Bands wie Death und Gojira, aber auch Hypocrisy, vergleichbar. Die frühen Veröffentlichungen würden unter anderem Violinen, Flöten und weiblichen Gesang einarbeiten.
Eduardo Rivadavia von Allmusic schrieb, dass Yyrkoon als Melodic-Death-Metal-Band gegründet wurde. Während ihrer Schaffenszeit habe die Gruppe mit vielen Metal-Stilen experimentiert. So seien auf Oath, Obscure, Occult und Oniric Transition Elemente aus Ambient, Dark Metal und Black Metal verarbeitet worden. Auf Occult Medicine seien die zuvor hinzugefügten Einflüsse aus Dark- und Gothic-Metal wieder verloren gegangen und durch eine aggressive Mischung aus Death- und Thrash-Metal ersetzt worden. Die für ihn überflüssigen Keyboardklänge seien zudem auch wieder verschwunden. Ähnlich klinge auch Unhealthy Opera.
David Perri schrieb in The Collector’s Guide of Heavy Metal Volume 4: The ’00s über Occult Medicine, dass hierauf Death Metal zu hören ist, der durch Entombed beeinflusst oder wie der typische Sunlight-Sound klinge. Die E-Gitarren würden an die bereits erwähnten Entombed oder auch Dismember erinnern. Den Liedern könne man auch Einflüsse aus dem Thrash Metal anhören. Besonders viel habe Yyrkoon mit der Sunlight-Studio-Band Kaamos gemeinsam: Zum einen ein Bandname, der merkwürdig und nicht zu vermarkten sei, zum anderen würden es die Tonträger trotz geringer Verkaufszahlen verdienen, wenn Metal-Fans in Zukunft darauf wieder stoßen würden. Bei seiner Rezension zu Unhealthy Opera merkte er an, dass man die Band nur schwer einem Genre zuordnen kann. Grob würde die Band aber Death Metal spielen. Vergleichbar sei die Musik mit der von Gojira, auch wenn Yyrkoon weniger bedeutend für das Genre sei. Perri merkte an, dass ein Großteil des fehlenden Erfolges auf den Bandnamen und die Albentitel zurückzuführen seien, da diese kompliziert und wenig einprägsam seien.
Martin Wickler vom Metal Hammer merkte in seiner Rezension zu Oniric Transition an, dass die Band die meisten Genrekollegen spieltechnisch abhänge, vor allem an der Leadgitarre. Das Albumcover deute zwar auf durchschnittlichen Black Metal hin, allerdings könne die Musik schon fast als Progressive Metal „für Düsterfreaks“ durchgehen. Allerdings besitze die Gruppe „weder die kompositorische Reife von Emperor noch das Gespür für Arrangements Marke Arcturus“. Dennoch diene das Album mit „abgedrehten Sounds, geschickten Breaks, traditionell gehaltenen Passagen [und] innovativen Ideen“. In der Rezension zu Occult Medicine befand dasselbe Magazin, dass die Band hierauf begabt und motiviert klinge. Es sei ein „kaltes, knallhartes, ultrabrutales“ Album und sei „dabei aber präzise und vor allem unter Schwindel erregenden Tempiwechseln mal extrem schnell hingepfeffertes, dann metertiefe Groove-Narben reißendes Todeseisen“. Dem Lied Revenant Horde könne man Black-Metal-Anleihen anhören und auch der Song Doctor X weise Marduk-Riffs auf. Zudem verarbeite die Gruppe Einflüsse aus Heavy- und Thrash-Metal. Ein Jahr später rezensierte Gunnar Sauermann Unhealthy Opera und stellte fest, dass man hierauf deutliche Einflüsse von US-amerikanischen Death-Metal-Bands wie Morbid Angel anhören kann. Thematisch behandele man in den Texten den Cthulhu-Mythos.

## Diskografie
- 1996: Oath, Obscure, Occult (Demo, Eigenveröffentlichung)
- 1998: Oniric Transition (Album, Velvet Music International)
- 2000: Forgotten Past (EP, Eigenveröffentlichung)
- 2002: Dying Sun (Album, Anvil. Corp)
- 2004: Occult Medicine (Album, Osmose Productions)
- 2006: Unhealthy Opera (Album, Osmose Productions)